# John Muir College
Pour les articles homonymes, voir Muir.

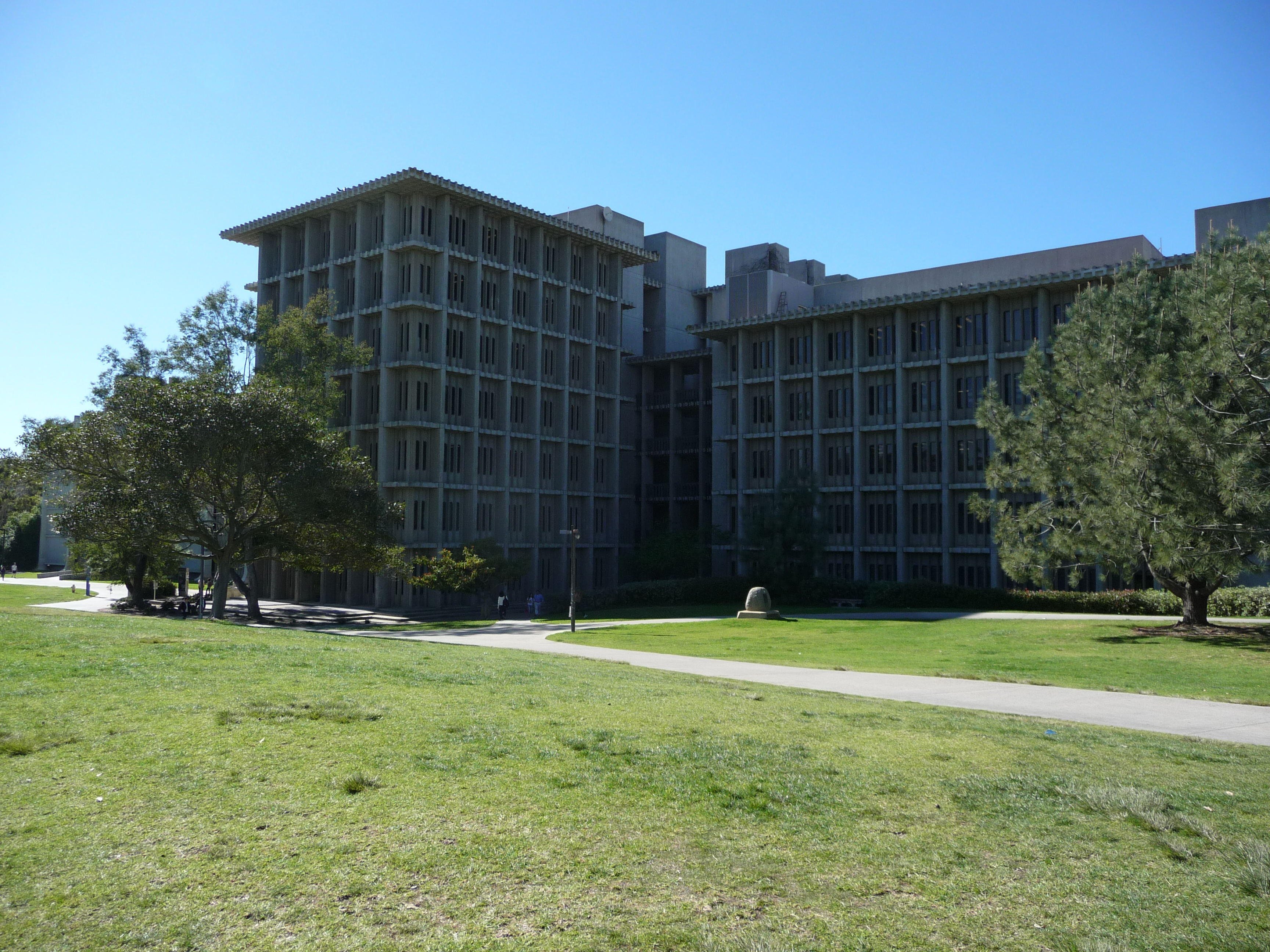
Le John Muir College.

Le John Muir College est un des six collèges du premier cycle de l'Université de Californie à San Diego. Chaque collège a différentes matières obligatoires pour être diplômé. John Muir College exige que les étudiants suivent :
- un an de math ou science (calcul, biologie, chimie, physique)
- un an de sciences sociales
- un an de beaux-arts
- un an d'une langue étrangère
- un cours de la diversité culturelle des États-Unis
- deux cours en composition